# Pet Moghili, Sliven
Pet Moghili (în bulgară Пет Могили) este un sat în comuna Nova Zagora, regiunea Sliven,  Bulgaria. 

## Demografie
Componența etnică a satului Pet Moghili
     Bulgari (89,38%)
     Romi (9,61%)
     Nicio identificare (0,99%)
     Altele (0%)
La recensământul din 2011, populația satului Pet Moghili era de 603 locuitori. Din punct de vedere etnic, majoritatea locuitorilor (89,38%) erau bulgari, cu o minoritate de romi (9,61%). Pentru 0,99% din locuitori nu este cunoscută apartenența etnică.